# 3-Methyl-2H-furo(2,3-c)pyran-2-on
3-Methyl-2H-furo[2,3-c]pyran-2-on (Karrikinolid) ist eine chemische Verbindung aus der Gruppe der Butenolide und Karrikine.

## Gewinnung und Darstellung
3-Methyl-2H-furo[2,3-c]pyran-2-on kann durch intramolekulare Wittig-Reaktion mit Thioketon in schlechter Ausbeute, durch eine mehrstufige Synthese mit Hilfe einer Kupfer(II)-katalysierten Wittig-Lactonisierung oder durch weitere Syntheseverfahren gewonnen werden.

## Eigenschaften
3-Methyl-2H-furo[2,3-c]pyran-2-on ist ein gelblicher bis oranger Feststoff, der schwer löslich in Chloroform, Ethylacetat und Methanol ist. 3-Methyl-2H-furo[2,3-c]pyran-2-on entsteht unter anderem, wenn Cellulose verbrennt. Es ist dann im Rauch enthalten und fördert nach dem Pflanzenbrand die Keimung von Samen einer Vielzahl von Pflanzenarten.

## Verwendung
3-Methyl-2H-furo[2,3-c]pyran-2-on wird im Gartenbau, bei der ökologischen Wiederherstellung und in der Landwirtschaft eingesetzt.